# William Henry Brett
William Henry Brett (* 21. Dezember 1818, Dover, Vereinigtes Königreich Großbritannien und Irland; † 2. Oktober 1886, Paignton) war ein englischer Missionar in Britisch-Guayana.

## Leben
Brett wurde in Dover geboren und nach dem Tod seines Vaters wurde er von seinem Großvater aufgezogen. Im Alter von dreizehn oder vierzehn Jahren wurde Brett bereits Sunday School Teacher. Er wurde von Reverend Thomas Medland dem Kurat seiner Gemeinde bei der Society for the Propagation of the Gospel empfohlen. 1840 verließ er England und ging nach Britisch-Guayana. Brett wurde 1843 von Bischof William Austin zum Diakon ordiniert. 1845 gründete Brett das Dorf Kabakaburi an der Stelle, wo vorher das Fort Durban gestanden hatte. Nach Malaria-Beschwerden war er gezwungen 1849 nach England zurückzukehren, kehrte aber Ende des folgenden Jahres zurück. Insgesamt verbrachte Brett fast vierzig Jahre als Missionar für die Indigenen und ging 1879 in den Ruhestand. Er übersetzte das Neue Testament und das Book of Common Prayer in mehrere ihrer Sprachen.
1845 heiratete William Henry Brett Caroline Nowers.
Er starb am 2. Oktober 1886 in Paignton im Alter von 67 Jahren.
1880 veröffentlichte Brett die Legends and Myths of the Aboriginal Indians of British Guiana. und 1881 Mission work among the Indian tribes in the forests of Guiana. Bereits 1851 hatte er Indian missions in Guiana veröffentlicht.